# Elsinoë miconiae
Elsinoë miconiae är en svampart som först beskrevs av F. Stevens & Weedon, och fick sitt nu gällande namn av Limber & Bitanc. 1953. Elsinoë miconiae ingår i släktet Elsinoë och familjen Elsinoaceae.   Inga underarter finns listade i Catalogue of Life.